# What a crazy life
What a crazy life is de eerste single die The Cats uitbrachten via hun nieuwe platenlabel Imperial Records, een label werkend onder Bovema. Manager van The Cats Jan Buijs zag dat de band bij Durlaphone onvoldoende aandacht (lees hits) kreeg en schreef een aantal platenlabels aan. De Nederlandse tak van EMI, Bovema uit Haarlem reageerde als eerste. Het was opnieuw een cover. Nu eens niet uit een ver verleden, maar een nummer geschreven door Roger Cook en Roger Greenaway, dat uitgegeven werd door de muziekuitgeverij van EMI door The Slade Brothers. Muziekproducent Klaas Leyen zocht voornamelijk bij die uitgeverij naar geschikte liedjes. Het arrangement was van Wim Jongbloed. Er werd een filmpje opgenomen voor Moef Ga Ga.
De B-kant, Hopeless try, is geschreven door "Poes" Cees Veerman en ene Chris Keenan. Die laatste naam is alleen aan dit nummer verbonden.
Zowel A-kant als B-kant verscheen later als bonustrack op de compactdiscuitgave van Cats as cats can.

## Hitnotering
Het werd de eerste hit van The Cats. In de hitparade van het muziekblad Muziek Expres stond het vier maanden genoteerd (februari 1967: plaats 35; maart plaats 17, april plaats 14, mei plaats 50)

### Nederlandse Top 40
| Positie: | 33 | 32 | 37 | 33 | 28 | 23 | 26 | 20 | 14 | 15 | 16 | 19 | 23 | 29 | 40 | uit |

### NederlandseVoorloper van Daverende 30
| Positie: | 17 | 16 | uit |